# Planicephalus gamboanus
Planicephalus gamboanus är en insektsart som beskrevs av Rauno E. Linnavuori och Delong 1978. Planicephalus gamboanus ingår i släktet Planicephalus och familjen dvärgstritar. Inga underarter finns listade i Catalogue of Life.